# 津軽信建
津軽 信建（つがる のぶたけ）は、安土桃山時代から江戸時代初期にかけての武将。津軽為信の長男。

## 生涯
天正2年（1574年）、陸奥国津軽地方の戦国大名・津軽為信の長男として誕生。烏帽子親は石田三成が務めた。正室は秋田実季娘。継室は松前慶広娘。
父の命により大坂城の豊臣秀頼に小姓として仕えるが、慶長5年（1600年）の関ヶ原の戦いにて西軍（石田三成）についた。一方で、父・為信は東軍として関ヶ原方面での本戦（大垣城包囲）に参戦しており、この行動は真田家や九鬼家などと同様の「家中二分による生き残り策」とも考えることができる。
関ヶ原の戦い後に蟄居しそのまま病死した、とされることが多いが、戦後も徳川家康と面会したり、御所に参内して官位を授けられたり、国入りして藩政を父に代わって直裁するなど、内外共に認める為信の正式な後継者としての行動が確認できる。西軍の敗北後、三成の次男・重成らを若狭国からの蝦夷貿易ルートで津軽へ逃し、信建本人は京・大坂に留まり、津軽家の外交要員として活動していたらしく、公家たちとの盛んな交流が公家側の日記に残る（西洞院時慶『時慶卿記』）。父とは別に直臣団を持ち、津軽建広・津軽建友ら側近を軸に藩政に外交に精力的に活動していた。また弟・信枚（為信三男）と同じく、父の命によりキリシタンとなっている。
慶長7年（1602年）、父・為信が誤って、手元に預かっていた孫・熊千代の顔に怪我をさせてしまい、このことで信建は子供を返せと父と対立した。その際、使者に立った家臣・天童某の不手際を責め、一族を処刑した。これに怒った天童一族が信建に反抗して城内で乱闘、信建は命からがら逃げる一幕もあったが、最終的に天童一族は討伐された（天童事件）。なお、この事件により天童方が津軽家の居城・堀越城の本丸まで易々と突入に成功した事実により、沼田祐光の意見を採用した新城・高岡城（弘前城）への本拠地移転が早まったといわれている。
慶長12年（1607年）、京にて病を発症した。同じ頃津軽にて、同じく病を患った為信が、信枚を伴い京まで見舞いに駆けつける。同年10月13日（2月とも）死去。享年34とされる。その2ヵ月後の12月、為信も死去した。西洞院時慶は死後数年、自身の菩提寺にて信建の法要を行ったらしい。
信建は父より先に死去したこともあり、正式に代を譲られておらず、為信の跡は弟の信枚が継ぐことになった。ところが、信枚派と信建の遺児熊千代（大熊）を擁立する建広ら旧信建直臣団派閥とに家中が二分し、お家騒動が起こった（津軽騒動）。